# 소원 (영화)
《소원》은 2013년에 개봉한 대한민국의 영화이다.
소재원의 소설 《소원 - 희망의 날개를 찾아서》를 원작으로, 이준익 감독이 연출을 맡고 설경구, 엄지원, 이레가 출연했다.
조두순 사건을 모티브로, 성폭력 사건 피해자인 소원이와 그 가족들의 이야기를 통해 가장 아픈 곳에서 피어난 가장 따뜻한 감동의 이야기를 그려내 개봉 후에 언론과 대중들의 뜨거운 호평을 받았다.
2013년 제34회 청룡영화상에서 최우수 작품상을 수상했다.

## 줄거리
소원이라는 어린 소녀는 노동 계급 부모인 동훈과 미희와 함께 목가적인 삶을 살고 있다. 어느 날 학교에 가던 소원은 종술이라는 낯선 남자에게 납치되어 구타당하고 강간당한 후 죽은 채로 방치된다. 다행히도 그녀는 살아남아 구급차를 부른다.
경찰은 동훈과 미희에게 공격 사실을 알리고 그들은 응급실로 달려간다. 병원에 도착하자마자 그들은 소원의 부상 정도에 경악한다. 소원은 여러 내부 부상을 입고 대규모 수술을 받아야 한다. 동훈은 외과 의사로부터 소원이 평생 결장창냄술 주머니를 착용해야 할 것이라는 조언을 받는다. 소원이 의식을 되찾으면, 그녀는 정신과 의사 정숙의 도움을 받아 공격자를 식별하고 법정에서 증언해야 할 것이다.
소원의 공격자는 그의 집에서 체포된다. 이 사건은 그녀의 가족과 친구들에게 큰 충격을 주며 언론의 센세이션을 일으킨다. 기자들이 병원에 몰려들자 동훈은 소원을 다른 방으로 데려가 언론의 관심으로부터 그녀를 숨긴다. 소원은 외상 후 스트레스 장애 증상을 보이며, 콜로스토미 백을 고치려던 아버지를 공격자로 착각하고 비명을 지른다. 동훈은 이 사건에 가슴 아파하고, 소원이 그를 쳐다보거나 말하기를 거부하자 더욱 상처받는다. 미희는 상황을 통제하려다 실신하여 병원에 입원하며, 나중에 그녀가 임신했다는 사실이 밝혀진다.
미희는 처음에는 딸이 정상적인 삶을 재개하기를 바라며 심리적 도움을 거부한다. 그러나 딸의 정신 상태를 이해한 후 마음을 바꾸고 정숙의 도움을 받는다. 동훈은 의료비를 지불하기 위해 고군분투하며 가족을 돌보기 위해 직장을 그만둘 생각으로 친구이자 매니저인 광식에게 전화한다. 광식은 동훈의 상황을 알고 그에게 직장을 계속하도록 설득하고, 소원의 의료비를 지불할 돈도 제공한다.
미희와 친구들은 소원의 기운을 북돋아주기 위해 마스코트 의상을 빌려 소원과 함께 놀아준다. 이것은 동훈에게 딸이 가장 좋아하는 만화 캐릭터인 냉장고 나라 코코몽 의상 안에 숨어 그녀와 소통할 아이디어를 준다. 소원은 의상 안에 누가 있는지 모르지만, "코코몽"에게 마음을 열고 그가 자신을 안아주도록 허락한다. 점차 소원의 신체 상태가 호전되어 집으로 돌아갈 수 있게 된다. 차를 타고 집으로 가는 길에 소원은 자신이 공격당했던 장소를 지나다가 구토한다. 그녀와 그녀의 부모는 지역 사회가 그들의 집을 격려의 쪽지로 장식한 것을 보고 곧 위로를 받는다. 미희는 자신들이 없는 동안 집이 청소된 것을 보고 감동받는다.
동훈은 직장으로 돌아가지만, 코코몽으로 변장하고 소원을 학교에 데려다주고 데려오는 시간을 찾는다. 곧 그녀의 정신 상태가 호전되고, 그녀는 아버지가 내내 의상 안에 숨어 있었다는 것을 깨닫는다. 그를 향한 그의 사랑과 걱정에 감동한 그녀는 의상 머리를 벗고 입원 이후 처음으로 아버지를 볼 수 있게 된다.
가족은 소원이 공격자에 대해 증언해야 하는 다가오는 재판에 대해 걱정한다. 큰 노력 끝에 그들은 재판에 참석하고 소원은 공격 중에 일어난 일을 설명하고 공격자를 식별한다. 불행히도 남자는 12년 형을 선고받을 뿐이며, 이는 소원의 가족과 친구들을 분노하게 한다. 법정에서 싸움이 벌어지고 동훈은 공격자를 죽이려 한다. 소원은 동훈을 막고 자신을 집으로 데려가 달라고 간청한다. 가족은 거의 해결되지 않은 채 법정을 떠난다.
얼마 후, 미희는 소망이라는 아들을 낳았고 정숙과 광식을 포함한 가족과 친구들로부터 축하를 받는다. 마지막 내레이션에서 소원은 여전히 정신적으로 어려움을 겪고 종종 학교를 일찍 떠나야 하지만, 남동생의 탄생이 그녀에게 새로운 목적의식을 주었다고 털어놓는다.

## 캐스팅
주연
- 설경구 : 임동훈 역
- 엄지원 : 미희 역
- 이레 : 임소원 역

조연
- 김해숙 : 정숙 역
- 김상호 : 광식 역
- 라미란 : 영석 엄마 역
- 양진성 : 도경 역
- 김도엽 : 영석 역
- 강성해 : 최종술 역
- 권태원 : 반장 역
- 김진혁 : 서 형사 역

단역
- 송영규 : 정신건강의학과 의사 역
- 정민성 : 김 기자 역
- 강신철 : 검사 역
- 안세하 : 코코몽 알바 1 역
- 조복래 : 코코몽 알바 2 역
- 서현우 : 구급요원 역
- 오동건 : YTN 아나운서 역
- 안준모 : 야구 해설자 역
- 장대웅 : 영석 친구 역
- 진선미 : 수 간호사 역

## 수상 경력
- 2014년 제4회 베이징 국제영화제
  - 여우조연상 (이레)
- 2014년 제50회 백상예술대상
  - 영화부문 남자 최우수연기상 (설경구)
  - 영화부문 시나리오상 (김지혜, 조중훈)
- 2013년 제33회 한국영화평론가협회상
  - 여자연기자상 (엄지원)
- 2013년 제34회 청룡영화상
  - 최우수 작품상
  - 여우조연상 (라미란)
  - 각본상 (김지혜, 조중훈)
  - 인기스타상 (설경구) ※《스파이》,《감시자들》 포함